# Тюльга, Алексей Николаевич
Алексей Николаевич Тюльга (12.05.1922 — 17.11.1953) — разведчик взвода разведки 889-го стрелкового полка, красноармеец. Герой Советского Союза.

## Биография
Родился 12 мая 1922 года в деревни Клясино ныне Краснопольского района Могилёвской области. Белорус. Окончил 8 классов.
С началом Великой Отечественной войны вынужден был остаться на оккупированной территории. Более года сражался с захватчиками в партизанском отряде. В Красной Армии с 1943 года. С мая того же года на фронте. Воевал на Белорусском, 1-м Украинском фронтах в разведке 889-го стрелкового полка 197-й стрелковой дивизии.
Вечером 29 июля 1944 года рядовой Тюльга в составе группы из 3 бойцов в районе населённого пункта Доротка переправился через реку Висла и разведал оборону противника, захватил «языка». Участвовал в отражении контратак врага.
Указом Президиума Верховного Совета СССР от 23 сентября 1944 года за образцовое выполнение боевых заданий командования на фронте борьбы с немецкими захватчиками и проявленные при этом отвагу и геройство красноармейцу Тюльге Алексею Николаевичу присвоено звание Героя Советского Союза с вручением ордена Ленина и медали «Золотая Звезда»
В июне 1945 года герой-разведчик участвовал в Параде Победы в составе сводного полка 1-го Украинского фронта. В том же году был направлен в военное училище. Окончил Ташкентское танковое училище. В 1949 году младший лейтенант Тюльга уволен в запас.
Жил в городе Чирчик Ташкентской области Узбекистана. Работал на электрохимическом комбинате. Затем жил в городе Болград Одесской области. Скончался 17 ноября 1953 года. Похоронен в центре города Болград.
Награждён орденами Ленина, Славы 3-й степени, медалями.
В Болграде ему установлен памятник.